# Otto Kolan
Otto Kolan (ur. 19 lutego 1913, zm. 30 grudnia 1983) – niemiecki kierowca wyścigowy.

## Kariera
W 1949 roku Kolan zakupił BMW, które przemianował na OK. Samochód ten wystawiał w zawodach typu Kleinstrennwagen. W 1950 roku zadebiutował w Niemieckiej Formule 3, zdobywając jeden punkt w klasyfikacji. W drugiej połowie 1950 roku Kolan zakupił szwedzki samochód Effyh, którego – również pod nazwą OK – używał do 1951 roku, po czym ponownie stosował BMW. W 1953 roku kupił Coopera T11, którym zdobył czwarte miejsce w klasyfikacji Niemieckiej Formuły 3.
W latach 1950–1955 uczestniczył również okazyjnie we Wschodnioniemieckiej Formule 3, wygrywając dwa wyścigi.

## Wyniki
| Legenda oznaczeń w tabelach wyników Wyświetl szablon na nowej stronie | Legenda oznaczeń w tabelach wyników Wyświetl szablon na nowej stronie                                                                     |
| Oznaczenie                                                            | Wyjaśnienie |
| --------------------------------------------------------------------- | --- |
| Złoty                                                                 | Zwycięzca lub mistrzostwo |
| Srebrny                                                               | 2. miejsce lub wicemistrzostwo |
| Brązowy                                                               | 3. miejsce lub II wicemistrzostwo |
| Zielony                                                               | Ukończył, punktował (w klasyfikacji generalnej, gdy zdobył co najmniej jeden punkt na przestrzeni sezonu, poza trzema powyższymi opcjami) |
| Niebieski                                                             | Ukończył, nie punktował (w klasyfikacji generalnej, gdy nie zdobył co najmniej jednego punktu na przestrzeni sezonu)                      |
| Czerwony                                                              | Nie zakwalifikował się (NZ) |
| Czerwony                                                              | Nie prekwalifikował się (NPK) |
| Różowy                                                                | Nie ukończył (NU) |
| Różowy                                                                | Niesklasyfikowany (NS) (w klasyfikacji generalnej, gdy nie został sklasyfikowany w żadnym wyścigu sezonu)                                 |
| Czarny                                                                | Zdyskwalifikowany (DK) |
| Czarny                                                                | Wykluczony (WYK/EX) |
| Biały                                                                 | Nie wystartował (NW) |
| Biały                                                                 | Kontuzjowany (K/INJ) |
| Biały                                                                 | Wyścig odwołany (OD/C) |
| Bez koloru                                                            | Został wycofany (WYC/WD) |
| Bez koloru                                                            | Nie przybył (NP/DNA) |
| Bez koloru                                                            | Nie brał udziału w treningach (NT/DNP) |
| Bez koloru                                                            | Nie został zgłoszony (–) |
| Pogrubienie                                                           | Start z pole position |
| Kursywa                                                               | Najszybsze okrążenie wyścigu |
| †                                                                     | Nie ukończył, ale jego rezultat został zaliczony ze względu na przejechanie więcej niż 90% dystansu wyścigu.                              |
| *                                                                     | Sezon w trakcie |
| 1/2/3                                                                 | Punktowana pozycja w sprincie kwalifikacyjnym                                                                                             |
| Lista systemów punktacji Formuły 1                                    | |

### Niemiecka Formuła 3
| Rok  | Zespół     | Samochód   | Silnik | Wyniki w poszczególnych eliminacjach | Wyniki w poszczególnych eliminacjach | Wyniki w poszczególnych eliminacjach | Wyniki w poszczególnych eliminacjach | Wyniki w poszczególnych eliminacjach | Pkt. | Msc. |
| ---- | ---------- | ---------- | ------ | ------------------------------------ | ------------------------------------ | ------------------------------------ | ------------------------------------ | ------------------------------------ | ---- | ---- |
| 1950 |            |            |        |                                      |                                      |                                      |                                      |                                      | 1    | 11   |
| 1950 | Otto Kolan | OK         | BMW    | 7                                    | -                                    | 5                                    | NU                                   |                                      | 1    | 11   |
| 1951 |            |            |        |                                      |                                      |                                      |                                      |                                      | 6    | 6    |
| 1951 | Otto Kolan | OK         | BMW    | 5                                    | 18                                   | NU                                   | -                                    | -                                    | 6    | 6    |
| 1952 |            |            |        |                                      |                                      |                                      |                                      |                                      | 0    | NS   |
| 1952 | Otto Kolan | OK         | BMW    | NU                                   | NU                                   | -                                    | ?                                    |                                      | 0    | NS   |
| 1953 |            |            |        |                                      |                                      |                                      |                                      |                                      | 8    | 4    |
| 1953 | Adolf Lang | Cooper T11 | JAP    | 2                                    | 4                                    | ?                                    | -                                    |                                      | 8    | 4    |

### Wschodnioniemiecka Formuła 3
| Rok  | Zespół     | Samochód   | Silnik | Wyniki w poszczególnych eliminacjach | Wyniki w poszczególnych eliminacjach | Wyniki w poszczególnych eliminacjach | Wyniki w poszczególnych eliminacjach | Wyniki w poszczególnych eliminacjach | Pkt. | Msc. |
| ---- | ---------- | ---------- | ------ | ------------------------------------ | ------------------------------------ | ------------------------------------ | ------------------------------------ | ------------------------------------ | ---- | ---- |
| 1950 |            |            |        |                                      |                                      |                                      |                                      |                                      | 0    | NS   |
| 1950 | Otto Kolan | OK         | BMW    | -                                    | -                                    | 1                                    | NW                                   | 2                                    | 0    | NS   |
| 1951 |            |            |        |                                      |                                      |                                      |                                      |                                      | 0    | NS   |
| 1951 | Otto Kolan | OK         | BMW    | ?                                    | 1                                    | -                                    | ?                                    |                                      | 0    | NS   |
| 1952 |            |            |        |                                      |                                      |                                      |                                      |                                      | 0    | NS   |
| 1952 | Otto Kolan | OK         | BMW    | -                                    | ?                                    | -                                    | ?                                    |                                      | 0    | NS   |
| 1953 |            |            |        |                                      |                                      |                                      |                                      |                                      | 0    | NS   |
| 1953 | Adolf Lang | Cooper T11 | JAP    | -                                    | -                                    | -                                    | ?                                    | -                                    | 0    | NS   |
| 1954 |            |            |        |                                      |                                      |                                      |                                      |                                      | 0    | NS   |
| 1954 | Otto Kolan | OK         | BMW    | -                                    | -                                    | ?                                    | ?                                    |                                      | 0    | NS   |
| 1955 |            |            |        |                                      |                                      |                                      |                                      |                                      | 0    | NS   |
| 1955 | Otto Kolan | OK         | BMW    | -                                    | ?                                    | -                                    | NU                                   |                                      | 0    | NS   |